# Her Excellency, the Governor
Her Excellency, the Governor er en amerikansk stumfilm fra 1917 af Al Parker.

## Medvirkende
- Wilfred Lucas som James Barclay
- Hedda Hopper som Sylvia Marlowe
- Joseph Kilgour som Joe Keller
- Regan Hughston
- Walter Walker